# Michael Anthony (pugile)
Michael Anthony Parris (Georgetown, 4 ottobre 1957) è un ex pugile guyanese.
Alle Olimpiadi di Mosca del 1980 nella categoria dei pesi gallo si è aggiudicato la medaglia di bronzo. Tale risultato è tuttora l'unica medaglia olimpica conquistata dalla Guyana.